# Камелот (филм)
Камелот (енгл. Camelot) је амерички фантастично-драмски мјузикл филм из 1967. године, који је режирао Џошуа Лонг, према сценарију који је Алан Џеј Лернер написао на основу сопственог истоименог сценског мјузикла, који је иначе заснован на књизи Краљ бивши и будући Т. Х. Вајта. Главне улоге у филму тумаче Ричард Харис, Ванеса Редгрејв, Франко Неро, Дејвид Хемингс, Лајонел Џефриз и Лоренс Нејсмит. Радња прати краља Артура који се жени лепом Гиневром, након чега оснива ред Витезова Округлог стола са којима ће из свог замка Камелот започети ново златно доба мира, благостања и правде, али ће све то угрозити Гиневрина љубавна веза са краљевим најбољим витезом, Ланселотом.
У априлу 1961. године, Warner Bros. је стекао права за продукцију филмске адаптације мјузикла Камелот, а Лернер се придружио како би написао сценарио. Међутим, овај пројекат је привремено одложен кад је студио одлучио да прво сними филм Моја лепа госпођице. Године 1966, развој Камелота је настављен са Џошуом Логаном као редитељем. Чланови оригиналне глумачке екипе Ричард Бартон и Џули Ендруз су позвани да понове своје улоге из мјузикла, али су обоје одбили и замењени су Ричардом Харисом и Ванесом Редгрејв. Филм је сниман на локацији у Шпанији, као и у Warner Bros. студију у Бербанку у Калифорнији.
Камелот је објављен 25. октобра 1967. и наишао је на помешане реакције критичара и публике, али је остварио комерцијални успех зарадивши преко 31 милион долара, што га чини десетим филмом са највећом зарадом из 1967. године. Био је номинован за пет Оскара, а победу је однео у три категорије: за најбољу музику, најбољу сценографију и најбољу костимографију. Такође је освојио три награде Златни глобус, за најбољег глумца у мјузиклу или комедији (Ричард Харис), најбољу оригиналну песму („If Ever I Would Leave You”) и најбољу оригиналну музику.

## Радња
Док се краљ Артур припрема за битку против свог бившег пријатеља, сер Ланселота, заједно са својим сином Мордредом, подижући војску у Енглеској, он размишља о несрећним околностима које су га довеле до ове ситуације.
Он се присећа ноћи свог венчања са Гиневром. То је био уговорени брак, а он се плаши онога што му предстоји. Сама Гиневра је забринута због удаје за човека кога никада није упознала и жуди за романтичним животом девојке за чију се наклоност боре. Њих двоје се случајно сусрећу у шуми, а како она не зна његов прави идентитет, машта о томе да побегну заједно. Артур јој говори какво је дивно место његово краљевство Камелот. Он привлачи Гиневру себи, али их прекидају његови људи и њена пратња. Артуров идентитет је откривен, а Гиневри је драго што ће се удату за њега.
Четири године касније, Артур представља Гиневри своју замисао о Округлом столу за којим би седели сви племенити витезови краљевства, одражавајући не само груби тип демократског идеала, већ и политичко уједињење Енглеске. Инспирисан Артуровим идејама, француски витез Ланселот креће у Енглеску са својим штитоношом Дапом, хвалећи се својим беспрекорним врлинама. Ланселотова храброст импресионира Артура и њих двојица постају пријатељи; међутим, многи витезови одмах презиру Ланселота због његове самоправедности и хвалисавости. Назад у Камелоту, Гиневра и жене се веселе и скупљају цвеће како би прославиле долазак пролећа.
Гиневра, којој Ланселот у почетку није драг, подстиче тројицу најбољих витезова да га изазову на надметање. Артур почиње да размишља о томе колико је Гиневра постала далека. Њен план полази по злу јер Ланселот лако побеђује сву тројицу, тешко ранивши сер Динадана. Ужаснути Ланселот моли сер Динадана да преживи и кад положи руке на њега, Динадан се чудесно опоравља. Гиневра је толико преплављена емоцијама и понижена да њена осећања према Ланселоту почињу да се мењају. Упркос заветовању на целибат, Ланселот се заљубљује у краљицу.
Гиневра и Ланселот се састају у тајности како би разговарали о својој будућности. Ланселот се заклиње да ће отићи и да се више никада неће вратити, али сматра да је немогуће размишљати о напуштању Гиневре. Артур је свестан ове афере, али одлучује да се не обазире на потенцијални скандал. Мордред, Артуров ванбрачни син, стиже у Камелот решен да сруши дружину Округлог стола изазивајући невоље. Све ово узима свој данак у Артуровом расположењу, а Гиневра покушава да га орасположи упркос својим сукобљеним осећањима.
Мордред убеђује Артура да остане у лову целе ноћи, знајући да ће Ланселот посетити Гиневру у њеној спаваћој соби. Ланселот и Гиневра певају о својој забрањеној љубави и о томе како је све пошло наопако. Мордред и неколико витезова хватају љубавнике заједно. Ланселот успева да побегне, али Гиневра је ухваћена. Захваљујући Артуровом новом грађанском суду и суђењу пред поротом, она је осуђена на смрт спаљивањем на ломачи. Обавезан својим законом, Артур не може да је поштеди. У току припрема за спаљивање Гиневре на ломачи, Ланселот је спасава у последњем тренутку, на Артурово олакшање.
Уочи његове битке са Ланселотом, Артура изненађујуће посећују Ланселот и Гиневра, на ивици шуме, откривајући да се она настанила у манастиру. Њих троје деле емотивни опроштај.
Пре битке, Артур наилази на младог дечака по имену Том, који открива своју посвећеност Артуровом оригиналном идеалу правде. Артур схвата да, иако је већина његових планова пропала, идеали Камелота настављају да живе у овом једноставном дечаку. Проглашава Тома витезом и издаје му наређења: да побегне од линија борбе и преживи битку, како би будућим генерацијама могао да исприча легенду о Камелоту. Гледајући Тома како одлази, Артуру се враћа нада у будућност.

## Улоге
| Глумац          | Улога         |
| --------------- | ------------- |
| Ричард Харис    | краљ Артур    |
| Ванеса Редгрејв | Гиневра       |
| Франко Неро     | Ланселот      |
| Дејвид Хемингс  | Мордред       |
| Лајонел Џефриз  | краљ Пелинор  |
| Лоренс Нејсмит  | Мерлин        |
| Пјер Олаф       | Дап           |
| Естел Винвуд    | леди Кларинда |
| Гари Маршал     | сер Лионел    |
| Ентони Роџерс   | сер Динадан   |
| Питер Бромилоу  | сер Саграмор  |
| Су Кејси        | леди Сибил    |
| Гари Марш       | Том од Ворика |